# Amgen
Amgen Inc. es una compañía de biotecnología estadounidense, con sede central en Thousand Oaks (California). 
Localizado en Conejo Valley, es una de las empresas más importantes de la zona, siendo una sociedad anónima que cotiza en el índice tecnológico Nasdaq 100 de la Bolsa estadounidense, donde es refererido a menudo como AMGN. Amgen es la firma biotecnológica independiente más grande, con aproximadamente 14 000 empleados, incluyendo 125 trabajadores de seguridad de Allied-Barton y personal post-A en 2007. Sus productos incluyen EPOGEN (epoetina alfa), ARANESP (darbepoetina alfa), ENBREL (etanercept), KINERET (anakinra), NEULASTA (pegfilgrastim), NEUPOGEN (filgrastim), SENSIPAR/MIMPARA (cinacalcet), VECTIBIX (panitumumab) y NPLATE (romiplostin). EPOGEN y NEUPOGEN (primeros productos de la compañía en ser comercializados) fueron los dos productos biofarmacéuticos más exitosos en el momento de su lanzamiento.
BusinessWeek calificó a Amgen como cuarta en el S&P 500 por ser, de todas esas empresas, la más orientada hacia el futuro. BusinessWeek calculó el ratio de investigación y desarrollo invertido, combinado con el capital invertido total; Amgen tuvo el cuarto mayor ratio, con 506:1000.
Con planes para expandirse en un nuevo campus en construcción en el sur de San Francisco, Amgen detuvo abruptamente sus planes de construcción.
Amgen es la mayor empresa empleadora en Thousand Oaks y segunda (solo por detrás de la US Navy) en términos de número de empleados en el Condado de Ventura (California). Amgen es también miembro de la organización de comercio Pennsylvania Bio.
En 2006, Amgen empezó a patrocinar al Tour de California, una de las dos carreras ciclistas importantes a nivel UCI de Estados Unidos. Se da la paradoja de que Amgen comercializa numerosos medicamentos que han sido utilizados para el dopaje a lo largo de la historia, como la epoetina y la darbepoetina (recombinaciones de EPO que son ESAs de primera y segunda generación, respectivamente).